# Bisdom Verapaz
Het bisdom Verapaz (Latijn: Dioecesis Verae Pacis) is een rooms-katholiek bisdom met als zetel Cobán, hoofdstad van het departement Alta Verapaz, in Guatemala. Het bisdom is suffragaan aan het aartsbisdom Santiago de Guatemala. 

## Geschiedenis
Het bisdom werd voor de eerste keer opgericht op 21 juni 1561, als het bisdom Verapaz, uit delen van het bisdom Guatemala, en was suffragaan aan het aartsbisdom México. Op 23 juni 1603 werd het opgeheven en het gebied samengevoegd met het bisdom Guatemala. 
Het bisdom werd opnieuw opgericht op 27 juli 1921, als het apostolisch vicariaat Verapaz en Petén, uit delen van het aartsbisdom Guatemala. Op 14 januari 1935 werd het verheven tot bisdom. Op 10 maart 1951 verloor het gebied bij de oprichting van de apostolische administratie El Petén.

## Parochies
Het bisdom had in 2022 een oppervlakte van 11.810 km2 en telde 1.721.000 inwoners waarvan 85,0% rooms-katholiek was.

## Bisschoppen

### Bisschoppen 1561-1603
- Pedro de Angulo (17 juni 1561 - 1 april 1562; niet in bezit genomen)
- Pedro de la Peña (1 maart 1564 - 15 mei 1565)
- Tomás de Cárdenas (8 januari 1574 - 1578)
- Antonio de Hervias (9 januari 1579 - 28 september 1587)
- Juan Fernández de Rosillo (12 juni 1592 - 16 juni 1603)

### Bisschoppen 1921-heden
- Luis Durou y Sure (apostolisch administrator: 12 november 1928 - 14 januari 1935)
- José Luis Montenegro y Flores (23 januari 1935 - 24 mei 1945)
- Raimundo María Julián Manguán-Martín y Delgado (14 januari 1945 - 28 mei 1966; hulpbisschop sinds 16 mei 1944)
  - Humberto Lara Mejía (hulpbisschop: 19 juli 1957 - 5 mei 1967)
- Juan José Gerardi Conedera (5 mei 1967 - 22 augustus 1974)
- Gerardo Humberto Flores Reyes (7 oktober 1977 - 22 februari 2001)
- Rodolfo Valenzuela Núñez (22 februari 2001 - heden; coadjutor sinds 19 februari 1997)